# Éléazar Mauvillon
Éléazar Mauvillon est un historien français né à Tarascon le 15 juillet 1712, mort à Brunswick en mai 1779. 

## Biographie
Il se rend en Allemagne, fait des traductions et donne des leçons de français pour vivre, puis devient le secrétaire intime du roi de Pologne Auguste III. Il va habiter Leipzig en 1743 et finit par s’établir à Brunswick, où il enseigne le français au Carolinum. 
Mauvillon professe la religion réformée, ce qui est vraisemblablement la cause de son expatriation. Il est d’un caractère opiniâtre et d’une dureté dont eut vivement à souffrir sa femme et ses enfants. 

## Œuvres
On a de lui, outre des traductions, de nombreux ouvrages, dont les principaux sont : 
- Lettres françaises et germaniques ou Réflexions militaires, littéraire et critiques sur les Français et les Allemands (Londres, 1740) ;
- Histoire du prince Eugène de Savoie (Amsterdam, 1740 5 vol. in-8°) ;
- Histoire de Frédéric-Guillaume Ier, roi de Prusse (Amsterdam, 1741) ;
- Histoire de Pierre Ier, surnommé le Grand (Amsterdam, 1742);
- Histoire de la dernière guerre de Bohême (Amsterdam, 1745) ;
- Remarques sur les germanismes (Amsterdam, 1747) ;
- Droit public germanique (Amsterdam, 1749) ;
- le Soldat parvenu ou Mémoires et aventures de M. de Verval, dit Bellerose (Dresde, 1753),
- Histoire de Gustave-Adolphe (Amsterdam, 1764, in-4°) ;
- Histoire d’Ivan III (Londres, 1760) ;
- Paradoxes moraux et littéraires (Amsterdam, 1769).

## Source
« Éléazar Mauvillon », dans Pierre Larousse, Grand dictionnaire universel du XIXe siècle, Paris, Administration du grand dictionnaire universel, 15 vol., 1863-1890 [détail des éditions].